# Спрингфілд (Флорида)
Спрингфілд (англ. Springfield) — місто (англ. city) в США, в окрузі Бей штату Флорида, на схід від міста Панама-Сіті. Отримав статус міста 12 лютого 1935. Населення — 8075 осіб (2020).

## Географія
Спрингфілд розташований за координатами 30°10′17″ пн. ш. 85°36′43″ зх. д. / 30.17139° пн. ш. 85.61194° зх. д. (30.171292, -85.612077). За даними Бюро перепису населення США в 2010 році місто мало площу 11,79 км², з яких 11,22 км² — суходіл та 0,58 км² — водойми.

## Демографія
Згідно з переписом 2010 року, у місті мешкали 8903 особи в 3478 домогосподарствах у складі 2209 родин. Густота населення становила 755 осіб/км². Було 4238 помешкань (359/км²).
Расовий склад населення:
| - 66,0 % — білих - 23,8 % — чорних або афроамериканців - 3,8 % — азіатів - 0,7 % — корінних американців - 0,1 % — вихідців з тихоокеанських островів - 1,9 % — осіб інших рас |

До двох чи більше рас належало 3,8 %. Частка іспаномовних становила 5,8 % від усіх жителів.
За віковим діапазоном населення розподілялося таким чином: 24,6 % — особи молодші 18 років, 62,4 % — особи у віці 18—64 років, 13,0 % — особи у віці 65 років та старші. Медіана віку мешканця становила 34,9 року. На 100 осіб жіночої статі у місті припадало 97,5 чоловіків; на 100 жінок у віці від 18 років та старших — 96,7 чоловіків також старших 18 років.
Середній дохід на одне домашнє господарство становив 41 118 доларів США (медіана — 34 167), а середній дохід на одну сім'ю — 43 107 доларів (медіана — 35 730). Медіана доходів становила 30 593 долари для чоловіків та 27 070 доларів для жінок. За межею бідності перебувало 26,2 % осіб, у тому числі 42,4 % дітей у віці до 18 років та 9,7 % осіб у віці 65 років та старших.
Цивільне працевлаштоване населення становило 4109 осіб. Основні галузі зайнятості: освіта, охорона здоров'я та соціальна допомога — 22,8 %, мистецтво, розваги та відпочинок — 14,8 %, роздрібна торгівля — 13,7 %.